# Myelin Media
Myelin Media es una compañía dedicada a publicar videojuegos. Su propietario es el fondo de cobertura Icahn Associates Corporation ubicada en Nueva York. Myelin se especializa en el trabajo con desarrolladores independientes de videojuegos para promover títulos. Está vinculada con empresas que no se dedican en un 100% a los videojuegos, como National Geographic y MTV. 

## Juegos publicados
- Children of the Nile (Constructor de ciudades)
- Stacked with Daniel Negreanu (Juego de Poker)